# Василь Ленцик
Ленцик Василь (нар. 17 березня 1912, с. Мазурівка, Австро-Угорщина — пом. 10 листопада 2002, Стемфорд, Коннектикут, США) — український історик, релігієзнавець, професор, доктор історичних наук, філософії та доктор теології, історик Української Церкви. Член управи НТШ (1964—1986), голова контрольної комісії (1990—1992), генеральний секретар головної ради (1978—1992), Дійсний член НТШ, заступник голови НТШ у США (1986—1990), голова історичної комісії при Історико-філософській секції НТШ у США. Секретар Церковно-Археографічної Комісії.

## Життєпис
Навчався Василь Ленцик у Львівській греко-католицькій богословській академії у 1934—1939 роках. Викладав у духовній семінарії у Львові в 1942—1944 роках.
У 1947 році здобув докторат в Українському Вільному Університеті в Мюнхені. 1961 року в Унівирситеті Фордґам у Нью-Йорку. Був викладачем духововної семінарії у м. Гіршберґ (Німеччина, 1946—1948), співзасновник видавництва «Християнський голос» у Мюнхені. Від 1948 року викладав в Українському Вільному Університеті.
Василь Ленцик у 1949 році переїхав до США. Працював у Коледжі св. Василія Великого у м. Стемфорд (1955—1988). У жовтні 1953 року почав працювати в Українському Католицькому Допомоговому Комітеті для скитальців, став помічником о. монс. Івана Стаха, секретарем організації. До 1962 роках – активний діяч Українського Католицького Допомогового Комітету.
1962—1972 роки – професор Університету «Сітон Гол» (Саут-Оріндж, Нью-Джерсі). Від 1963 року – професор історії церкви та світової історії Українського католицького університету імені святого Климента в Римі. Член НТШ у США з 1964 року.
Очолював Товариство українських студентів-католиків «Обнова» (1954—1958), Український єпархіальний музей у Стемфорді (від 1964). Написав низку статей для ЕУ, «Encyclopedia of Ukraine» та «New Catholic Encyclopedia».

## Праці
- Василь Ленцик. Визначні постаті Української Церкви: Митрополит Андрей Шептицький і Патріярх Йосиф Сліпий. Львів. Видавництво «Свічадо» 2010 р. 608 ст. ISBN 966-561-212-3
- Василь Ленцик. Невтомний робітник Біографія владики Івана Стаха. Львів. Видавництво «Свічадо», 2006.– 76 с. ISBN 966-8744-83-7
- Василь Ленцик. Рим й Україна. Історія Української Церкви в датах. 1952;
- Василь Ленцик. Богословська Академія у Львові. 1958;
- Василь Ленцик. Московська церковна політика в часах Т. Шевченка. 1965;
- Василь Ленцик. The Eastern Catholic Church and Czar Nicholas I. 1966; Ukrainian Rite. 1979;
- Василь Ленцик. Участь духовенства у відродженні Галичини. 1984;
- Василь Ленцик. Професор д-р Іван Крип'якевич, як професор Богословської Академії у Львові: (спомин про знаменитого проф.). Український історик. — 1993. — № 1-4.
- Василь Ленцик. Оскар Галєцкі (1891—1973), Український історик, 1975, № 1-2
- Василь Ленцик. Михайло Грушевський в оцінці своїх студентів, Український історик, 1984, № 1-4[8]